# Reiner Schilling
Reiner Schilling (* 10. Mai 1943 in Nendingen; † 15. Oktober 2013) war ein deutscher Ringer.

## Werdegang
Reiner Schilling stammte aus einer Ringerfamilie und wuchs in seinem Geburtsort Nendingen auf, wo er auch zur Schule ging. Er begann schon als Kind beim ASV Nendingen mit dem Ringen. Mit 13 Jahren war er Württembergischer Schülermeister. Drei Jahre später qualifizierte er sich bereits für das Ausscheidungsturnier für die Olympischen Spiele in Rom. Seinen ersten größeren Erfolg feierte Reiner im Jahre 1960 in Bottrop, als er bei der deutschen Jugendmeisterschaft im freien Stil den 3. Platz in der Gewichtsklasse bis 57 kg Körpergewicht belegte. Bei den Junioren wurde er 1963 deutscher Meister im freien Stil und Vizemeister im griechisch-römischen Stil im Federgewicht. 1964 gewann er in Nürnberg bei der deutschen Meisterschaft der Junioren seinen ersten DM-Titel im freien Stil im Federgewicht.
Bei den Senioren gelang Reiner bereits 1963 ein ganz großer Erfolg, als er deutscher Meister im freien Stil im Federgewicht wurde, ein Erfolg, den er 1964 wiederholte. Schließlich wurde Reiner Schilling 1965 deutscher Vizemeister im griechisch-römischen Stil, wieder im Federgewicht.
1964 gelang es Reiner Schilling, sich in der Qualifikation für die gesamtdeutsche Mannschaft bei den Olympischen Spielen in Tokio gegen Christian Luschnig aus Jena im freien Stil im Federgewicht durchzusetzen. Bei den Olympischen Spielen in Tokio zeigte Reiner ein gutes Turnier, gewann drei Kämpfe und musste nach einer Niederlage gegen den späteren Olympiasieger Osamu Watanabe aus Japan nach der vierten Runde ausscheiden. Er belegte damit einen ehrenvollen 7. Platz.
Bei weiteren Meisterschaften war Schilling nicht mehr am Start, da er seine Karriere schon 1965 aufgrund einer Augenverletzung beenden musste.
1971 wurde er Trainer und Manager beim SV Triberg. Durch vier Aufstiege schaffte es der Verein unter Schilling in die Erste Liga. 1985 bis 1993 war er Trainer beim ASV Nendingen, danach bis 2010 dessen Vorsitzender. Außerdem war Schilling Stützpunkttrainer im Schwarzwald-Baar-Kreis, Gründungsmitglied beim Förderkreis Ringerstützpunkt Schwarzwald/Alb/Bodensee und Mitglied im Trainerrat des Württembergischen Ringerverbandes.
2006 zeichnete ihn Tuttlingens Oberbürgermeister Michael Beck mit der Landesehrennadel aus. 2007 wurde Schilling für seine hervorragenden Dienste um den Ringsport mit der DRB-Ehrennadel in Gold ausgezeichnet.

## Privat
Reiner Schilling war verheiratet und hatte einen Sohn. Er wohnte zuletzt in Mühlheim an der Donau.

## Internationale Erfolge
1964, 7. Platz, Olympische Spiele in Tokio, Freistil (F), Federgewicht (Fe), mit Siegen über Antonio Senosa, Philippinen, Yoon Daek-Kih, Südkorea und Mario Tovar, Mexiko und einer Niederlage gegen Osamu Watanabe, Japan

## Deutsche Meisterschaften
- 1963, 1. Platz, F, Fe, vor Fritz Fischer, Freiburg im Breisgau und Franz Swoboda, München;
- 1964, 1. Platz, F, Fe, vor Fred Kämmerer, Efferen und Fritz Fischer,
- 1965, 2. Platz, GR, Fe, hinter Fritz Schrader, Witten und vor Berthold Oßwald, Stuttgart-Münster